# Bodenreinertragslehre

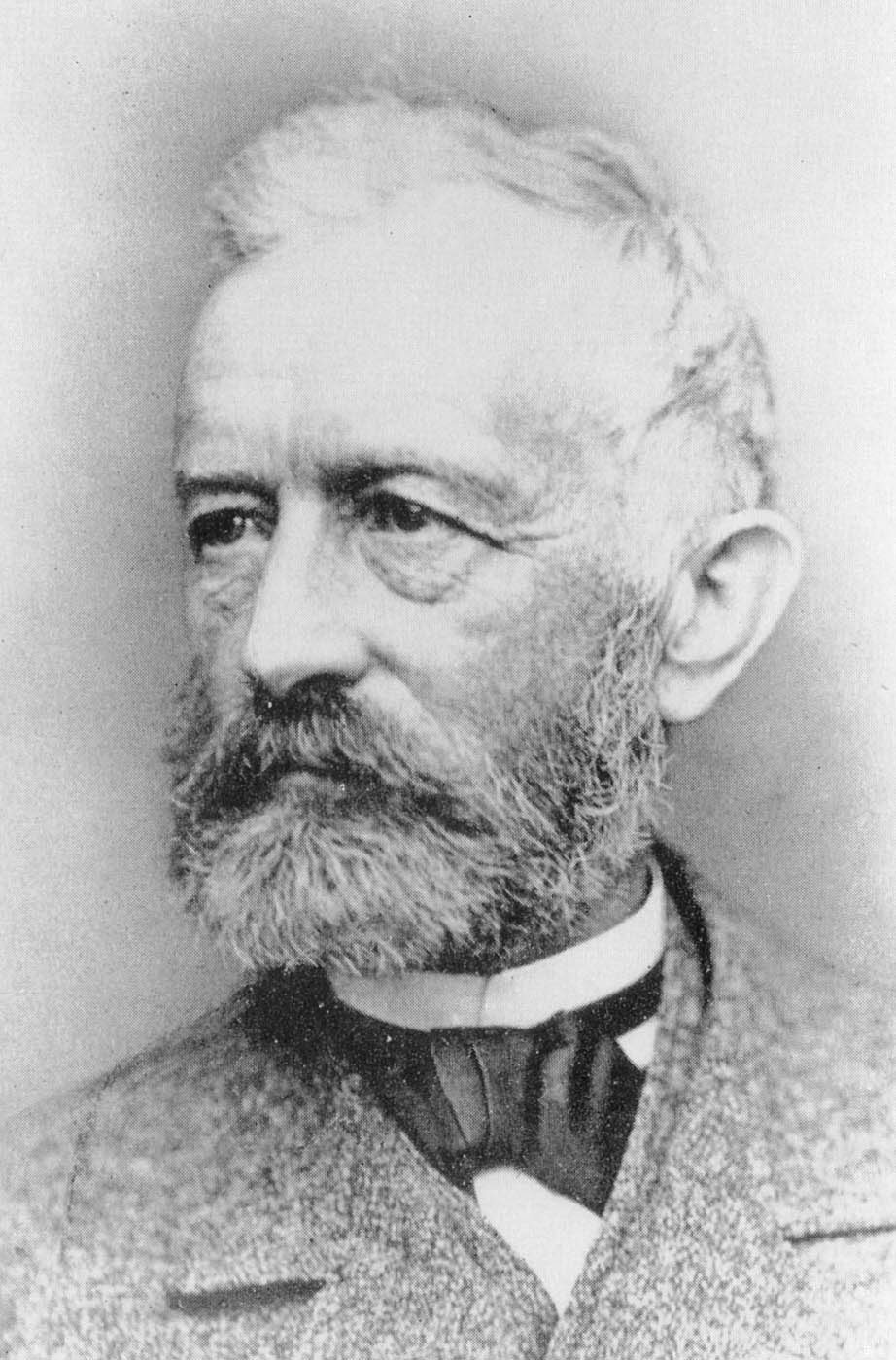
Max Preßler begründete die Bodenreinertragslehre ab 1858

Die Bodenreinertragslehre ist eine von Max Preßler ab 1858 begründete forstwirtschaftliche Lehre, nach der mit der Waldfläche ein möglichst hoher Ertrag erzielt werden sollte.
Pressler forderte in seiner 1858 erstmals erschienenen Schrift Der Rationelle Waldwirth und sein Waldbau des höchsten Ertrags, dass Holzart und Umtriebszeit so zu optimieren sein sollten, dass der entsprechend der von Martin Faustmann 1849 aufgestellten sogenannten Faustmannschen Bodenertragswertformel errechnete Kapitalzins maximiert wird, wobei er ein Renditeziel von 3 % annahm.
Aus diesem Ansatz ergab sich, dass die im angenommenen Sinn vorteilhafteste Form des Waldbaus das Modell eines „Normalwaldes“ mit streng regelmäßigen Altersklassenverhältnis, reinen Beständen und Kahlschlagbetrieb sei. Als „rentabelste Holzarten“ ergaben sich Fichte und Kiefer.
Der Einfluss dieses Modells war in den folgenden Jahrzehnten immens und spiegelte sich in den auch heute noch existierenden ausgedehnten Beständen mit Fichten- und Kiefer-Monokultur.
Zwar erwuchsen der Bodenertragslehre schon bald erbitterte Gegner, die dem rein kapitalorientierten Ansatz widersprachen und das Ziel postulierten, das Streben nach maximalem Wert des Holzbestandes, solider Waldrente und gleichzeitiger Waldsicherheit in ausgewogener Form zu verbinden. Diese Position formulierte sich vor allem in der Waldreinertragslehre von Karl Gayer. Dennoch konnte bis in die 1920er Jahre die Bodenreinertragslehre vor allem an den forstwissenschaftlichen Instituten eine dominierende Position behaupten. 
Was die praktische Umsetzung betraf, so haben die meisten Staatsforstverwaltungen sich zurückhaltend bis ablehnend gezeigt, vor allem in Preußen und Bayern, nur in Sachsen setzte man zeitweise ohne Vorbehalt das postulierte Modell um. 